# Philip Abelson
Philip Hauge Abelson (Tacoma, 27 de abril de 1913 — Bethesda, 1 de agosto de 2004) foi um físico estadunidense.